# Рельеф Кипра
Спутниковый снимок Кипра
Большая часть острова занята горами. Вдоль северного берега в широтном направлении тянется горная цепь Кирения. Ширина её в западной части — 15 км, к востоку она расширяется до 25—30 км. Западная часть хребта Кирения более высокая; отдельные вершины превышают 1 тыс. м. Самая высокая точка хребта — гора Акроманда (1023 м). Юго-западная половина острова занята широким горным массивом Троодос, изрезанным продольными речными долинами. Наиболее высока его северная часть, здесь находится и самая высокая точка Кипра — гора Олимбос (1951 м).
Между хребтами лежит низменная, пологохолмистая равнина Месаория, орошаемая в период дождей временными потоками реки Акаки на западе и рекой Педиэос на востоке. Равнина Месаория сложена морскими отложениями, преимущественно четвертичного периода. Защищенная горами от ветров, эта равнина обладает благоприятным климатом и является житницей Кипра. Поля пшеницы и ячменя чередуются здесь с рощами олив, тутовника и апельсиновых деревьев, а на предгорьях сменяются виноградниками.
Понижаясь к востоку и юго-востоку, равнина Месаория переходит в прибрежную низменность заливов Аммохостос и Ларнака.
Резкие контрасты ландшафтов можно видеть на Кипре: ярко-зеленые рощи масличных и цитрусовых культур сочетаются с сухими желтыми предгорьями, сочные луга с пестрым ковром цветов и рощи грецкого ореха — с дикими скалами безлесных горных вершин, лазурное побережье с белоснежными пятнами яхт — с зимним хвойным лесом и ослепительной шапкой снега гор Троодоса.